# Jahar Ahir
Jahar Ahir (1921) è stato un pallanuotista indiano.
Ha partecipato ai Giochi di Londra 1948.
Ha vinto 1 oro ai Giochi asiatici del 1951, sempre con la pallanuoto.